# Рамирес, Сандро
Са́ндро Рами́рес Касти́льо (исп. Sandro Ramírez Castillo, испанское произношение: [ˈsandɾo raˈmiɾeθ kasˈtiʎo]; 9 июля 1995 года, Лас-Пальмас-де-Гран-Канария, Испания) — испанский футболист, нападающий клуба «Лас-Пальмас».

## Клубная карьера
Сандро начинал свою карьеру в системе «Лас-Пальмаса», затем короткое время провёл в «Эспаньоле», а в 2009 году перебрался в «Барселону». В сезоне 2013/14 Сандро был переведён во вторую команду клуба — «Барселону Б» и забил семь голов. В следующем сезоне состоялся его дебют за первую команду «Барселоны». Это произошло 19 июля в товарищеской встрече против «Рекреативо». Молодой испанец вышел на поле во втором тайме, заменив Адама Траоре. 9 августа забил свой первый гол за команду, в матче против финского ХИКА. 18 августа забил шестой гол в матче на «Кубок Жоана Гампера» против мексиканского «Леон». 31 августа Сандро дебютировал в Примере в матче с «Вильярреалом» (1:0). Футболист вышел на замену вместо Педро Родригеса на 70 минуте встречи и отметился победным голом. 17 сентября впервые сыграл в Лиге чемпионов в матче против кипрского АПОЭЛА. Первый гол в еврокубкаx забил в домашнем матче против амстердамского «Аякса» (3:1). Первый гол в Кубке Испании забил 16 декабря в ворота «Уэски» (8:1).
В начале 2016 года Рамиресом интересовались «Бетис», итальянская «Фиорентина» и английский «Ньюкасл Юнайтед». В составе «Барселоны» он дважды выиграл чемпионат и Кубок Испании, а также Лигу чемпионов и Клубный чемпионат мира.
Летом 2016 года Сандро перешёл в «Малагу», подписав контракт на три года. В матче против «Осасуны» он дебютировал за новый клуб. В поединке против «Эйбара» Рамирес забил свой первый гол за «Малагу». 26 апреля 2017 года в матче против «Гранады» он сделал «дубль».
3 июля 2017 года было объявлено о переходе Сандро в английский «Эвертон», с которым футболист подписал контракт на 4 года. Сумма трансфера составила 6 млн евро. 12 августа в матче против «Сток Сити» он дебютировал в английской Премьер-лиге. 23 ноября в поединке Лиги Европы против итальянской «Аталанты» Рамирес забил свой первый гол за «Эвертон». За полгода Сандро не стал основным игроком и в начале 2018 года на правах аренды перешёл в «Севилью». 3 февраля в матче против «Эйбара» он дебютировал за новую команду.
Летом 2018 года Рамирес был отдан в аренду в «Реал Сосьедад».

## Международная карьера
В 2013 года в составе юношеской сборной Испании до 19 лет Сандо стал бронзовым призёром юношеского чемпионате Европы 2013 в Литве. На турнире он сыграл в матчах против команд Португалии, Литвы, Нидерландов и Франции. В поединках против португальцев и голландцев Рамирес забил по голу.
В 2017 году в составе молодёжной сборной Испании Сандро стал серебряным призёром молодёжного чемпионата Европы 2017 в Польше. На турнире он сыграл в матчах против команд Македонии, Португалии, Италии и Германии. В поединке против португальцев Рамирес забил гол.

## Статистика выступлений

### Клубная
| Выступление       | Выступление      | Выступление      | Лига | Лига | Кубок | Кубок | Еврокубки | Еврокубки | Прочие | Прочие | Итого | Итого |
| Клуб              | Лига             | Сезон            | Игры | Голы | Игры  | Голы  | Игры      | Голы      | Игры   | Голы   | Игры  | Голы  |
| ----------------- | ---------------- | ---------------- | ---- | ---- | ----- | ----- | --------- | --------- | ------ | ------ | ----- | ----- |
| Барселона         | Примера          | 2014/15          | 7    | 2    | 2     | 1     | 3         | 1         | 0      | 0      | 12    | 4     |
| Барселона         | Примера          | 2015/16          | 10   | 0    | 4     | 3     | 3         | 0         | 3      | 0      | 20    | 3     |
| Барселона         | Итого            | Итого            | 17   | 2    | 6     | 4     | 6         | 1         | 3      | 0      | 32    | 7     |
| → Барселона B     | Сегунда          | 2013/14          | 31   | 7    | 0     | 0     | 0         | 0         | 0      | 0      | 31    | 7     |
| → Барселона B     | Сегунда          | 2014/15          | 30   | 8    | 0     | 0     | 0         | 0         | 0      | 0      | 30    | 8     |
| → Барселона B     | Итого            | Итого            | 61   | 15   | 0     | 0     | 0         | 0         | 0      | 0      | 61    | 15    |
| Малага            | Примера          | 2016/17          | 30   | 14   | 1     | 2     | 0         | 0         | 0      | 0      | 31    | 16    |
| Малага            | Итого            | Итого            | 30   | 14   | 1     | 2     | 0         | 0         | 0      | 0      | 31    | 16    |
| Эвертон           | Премьер-лига     | 2017/18          | 8    | 0    | 1     | 0     | 6         | 1         | 0      | 0      | 15    | 1     |
| Эвертон           | Итого            | Итого            | 8    | 0    | 1     | 0     | 6         | 1         | 0      | 0      | 15    | 1     |
| → Севилья         | Примера          | 2017/18          | 13   | 0    | 2     | 0     | 3         | 0         | 0      | 0      | 18    | 0     |
| → Севилья         | Итого            | Итого            | 13   | 0    | 2     | 0     | 3         | 0         | 0      | 0      | 18    | 0     |
| → Реал Сосьедад   | Примера          | 2018/19          | 24   | 0    | 2     | 0     | 0         | 0         | 0      | 0      | 26    | 0     |
| → Реал Сосьедад   | Итого            | Итого            | 24   | 0    | 2     | 0     | 0         | 0         | 0      | 0      | 26    | 0     |
| → Реал Вальядолид | Примера          | 2019/20          | 24   | 3    | 2     | 1     | 0         | 0         | 0      | 0      | 26    | 4     |
| → Реал Вальядолид | Итого            | Итого            | 24   | 3    | 2     | 1     | 0         | 0         | 0      | 0      | 26    | 4     |
| Уэска             | Примера          | 2020/21          | 20   | 5    | 0     | 0     | 0         | 0         | 0      | 0      | 20    | 5     |
| Уэска             | Итого            | Итого            | 20   | 5    | 0     | 0     | 0         | 0         | 0      | 0      | 20    | 5     |
| → Хетафе          | Примера          | 2021/22          | 14   | 2    | 1     | 1     | 0         | 0         | 0      | 0      | 15    | 3     |
| → Хетафе          | Итого            | Итого            | 14   | 2    | 1     | 1     | 0         | 0         | 0      | 0      | 15    | 3     |
| Всего за карьеру  | Всего за карьеру | Всего за карьеру | 211  | 41   | 15    | 8     | 15        | 2         | 3      | 0      | 244   | 51    |

## Достижения
«Барселона»
- Чемпион Испании (2): 2014/15, 2015/16
- Обладатель Кубка Испании (2): 2014/15, 2015/16
- Победитель Лиги Чемпионов: 2014/15
- Обладатель Суперкубка УЕФА: 2015
- Победитель Клубного чемпионата мира: 2015

Испания (до 19)
- Чемпион Европы среди игроков до 19 лет: 2013

Испания (до 21)
- Чемпион Европы среди игроков до 21 года: 2017